# 西康省 (中华人民共和国)
西康省，簡稱康，是中華人民共和國成立后不久，在中国人民解放军1950年攻佔中華民國西康省、解散原有的西康省政府后沿袭中华民国行政区划的省份，省会雅安市。於1955年9月底被撤銷，辖境按金沙江分成两半，西半部划归西藏自治区、东半部划归四川省。

## 人口
中華人民共和國國家統計局於1954年11月1日公報的「第一次全國人口調查登記」，統計至1953年6月30日為止，西康省人口為338萬1064人，其中藏族人口占近70%。

## 行政沿革
中華人民共和國建國後，於1950年5月成立西康省人民政府，省府驻雅安县，省主席廖志高。由于自1917年9月类乌齐事件（第一次康藏戰爭）发生后，藏军与川军达成停战协议，双方划金沙江而治，西康省只是名义上管辖金沙江以西的昌都地区，而昌都地区的实际控制权在西藏噶廈政府手里，因此1950年10月24日昌都战役结束后，成立了昌都地区人民解放委员会，直属中央政府。1956年西藏自治区筹备委员会成立后，昌都地区便划归西藏自治区。
- 1950年：全省设雅安专区、西昌专区等2个专区和西康省藏族自治区。
- 1950年，析昌都地區、康藏交界處置盧渡縣。
- 1951年：撤金汤设治局，并入康定县；设县级雅安市，由省直辖；
- 1952年：设地级凉山彝族自治区；设地级藏族自治区甘孜办事处、理塘办事处；撤普格、宁东设治局，设普格县、喜德县；撤泸宁设治局，并入冕宁县；设普雄、美姑、金阳、布拖、会东、金矿、石棉、米易8县；设县级木里藏族自治区；巴安、理化、定乡、瞻化4县更名为巴塘、理塘、乡城、新龙；
- 1953年：撤木里藏族自治区，设木里藏族自治县。

1955年7月30日，第一屆全國人民代表大會第二次會議通過關於撤銷西康省建制的決議，西康省人民委員會於1955年9月底撤銷，其政務由四川省人民委員會接管。1956年1月原乐山专区的雷波县划入凉山彝族自治州。
包含今日的：
- 西藏自治區：昌都市、那曲市东部（聂荣、巴青、索县、比如、嘉黎五县）、林芝市东部（察隅、波密、墨脱三县）
- 四川省：甘孜藏族自治州、雅安市、攀枝花市、凉山彝族自治州西部、阿坝藏族羌族自治州西部

## 行政區劃
1955年10月西康省被撤銷前，轄2專區、2自治區、2辦事處、46縣、1市、1自治縣：
| 專區             | 縣數 | 駐地   | 縣名（縣治） |
| ---------------- | ---- | ------ | --- |
| 西康省政府直轄區 | 1    |        | 雅安市 |
| 雅安专区         | 9    | 雅安縣 | 雅安縣（雅安市）、名山縣（城關鎮）、漢源縣（富林鎮）、滎經縣（城關鎮）、天全縣（城廂鎮）、石棉縣（農場）、蘆山縣（蘆陽鄉）、寶興縣（城關鄉）、瀘定縣（橋頭鄉）                                                             |
| 西昌专区         | 12   | 西昌縣 | 西昌縣（城關鎮）、鹽源縣（鹽井鎮）、德昌縣（城關區）、會理縣（城關鎮）、會東縣（雲塘鄉）、寧南縣（城關）、冕寧縣（城關鄉）、米易縣（蓮華鄉）、鹽邊縣（健康鎮）、越巂縣（城關鄉）、金礦縣（木里莊）、木裡藏族自治縣（木里） |
| 西康省藏族自治區 | 20   | 康定縣 | 直轄單位：康定縣（城關區）、丹巴縣（章谷鎮）、九龍縣（呷爾壩）、雅江縣（河口）、幹寧縣（惠遠鄉） |
| 西康省藏族自治區 | 20   | 康定縣 | 甘孜辦事處（駐甘孜縣）：爐霍縣（城關鄉）、甘孜縣（城關）、新龍縣（城關）、德格縣（更慶鄉）、白玉縣（山岩鄉）、石渠縣（尼呷）、鄧柯縣（洛須鄉）、道孚縣（鮮水）                                                             |
| 西康省藏族自治區 | 20   | 康定縣 | 理塘辦事處（駐理塘縣）：理化縣（理塘）、巴塘縣（中區）、鄉城縣（河西鄉）、稻城縣（金珠）、得榮縣（松麥）、義敦縣（濯拉鄉）                                                                                                 |
| 涼山彝族自治區   | 7    | 昭覺縣 | 昭覺縣（城關鎮）、金陽縣（天地壩）、普格縣（普安鄉）、喜德縣（甘相營）、美姑縣（林木甲谷）、普雄縣（普雄）、布拖縣（布拖）                                                                                                 |

## 政府
1950年4月26日，西康省人民政府成立，省會雅安。下辖雅安市人民政府，雅安、西昌专员公署，康定、凉山自治区（州）人民政府。1954年，《中華人民共和國憲法》改變政府形式，次年西康省依《憲法》規定成立人民委員會。1955年9月底，西康省撤銷。

### 历任领导

#### 雅安军事管制委员会
- 时间：1950年2月－1950年4月
- 主任：廖志高
- 副主任：刘忠、白认

#### 西康省人民政府
- 时间：1950年4月－1955年1月
- 主席：廖志高
- 副主席：张为炯、鲁瑞林、格达（1950年8月24日遇难）、夏克刀登、果基木古、刘聚奎（1952年9月－1954年1月）、白认（1953年8月－1955年1月）、康乃尔（1954年7月－1955年1月）

#### 西康省人民委员会
- 时间：1955年1月－1955年9月
- 省长：廖志高
- 副省长：白认、桑吉悦希、康乃尔、张为炯、果基木古、夏克刀登

## 领导人
中国共产党西康省委员会书记
1. 廖志高（1950年－1955年）

西康省人民政府主席
1. 廖志高（1950年4月26日－1955年1月）

西康省人民委員會省長
1. 廖志高（1955年1月－1955年9月）